# Gare centrale d'Hamm
La gare centrale d'Hamm (jusqu'au 14 décembre 2019 Hamm (Westf), en termes d'exploitation ferroviaire Hamm (Westf) Pbf) est la principale gare de la ville d'Hamm en Rhénanie-du-Nord-Westphalie. Son imposant bâtiment d'accueil est une enseigne et une entrée marquante de la ville. Elle sert également de nœud ferroviaire important en Rhénanie-du-Nord-Westphalie, notamment pour la région orientale de la Ruhr. Elle fait partie du réseau de la Deutsche Bahn.
La gare enregistre environ 350 arrivées et départs par jour. En 2019, environ 27 000 voyageurs et visiteurs sont recensés chaque jour à la gare.

## Histoire

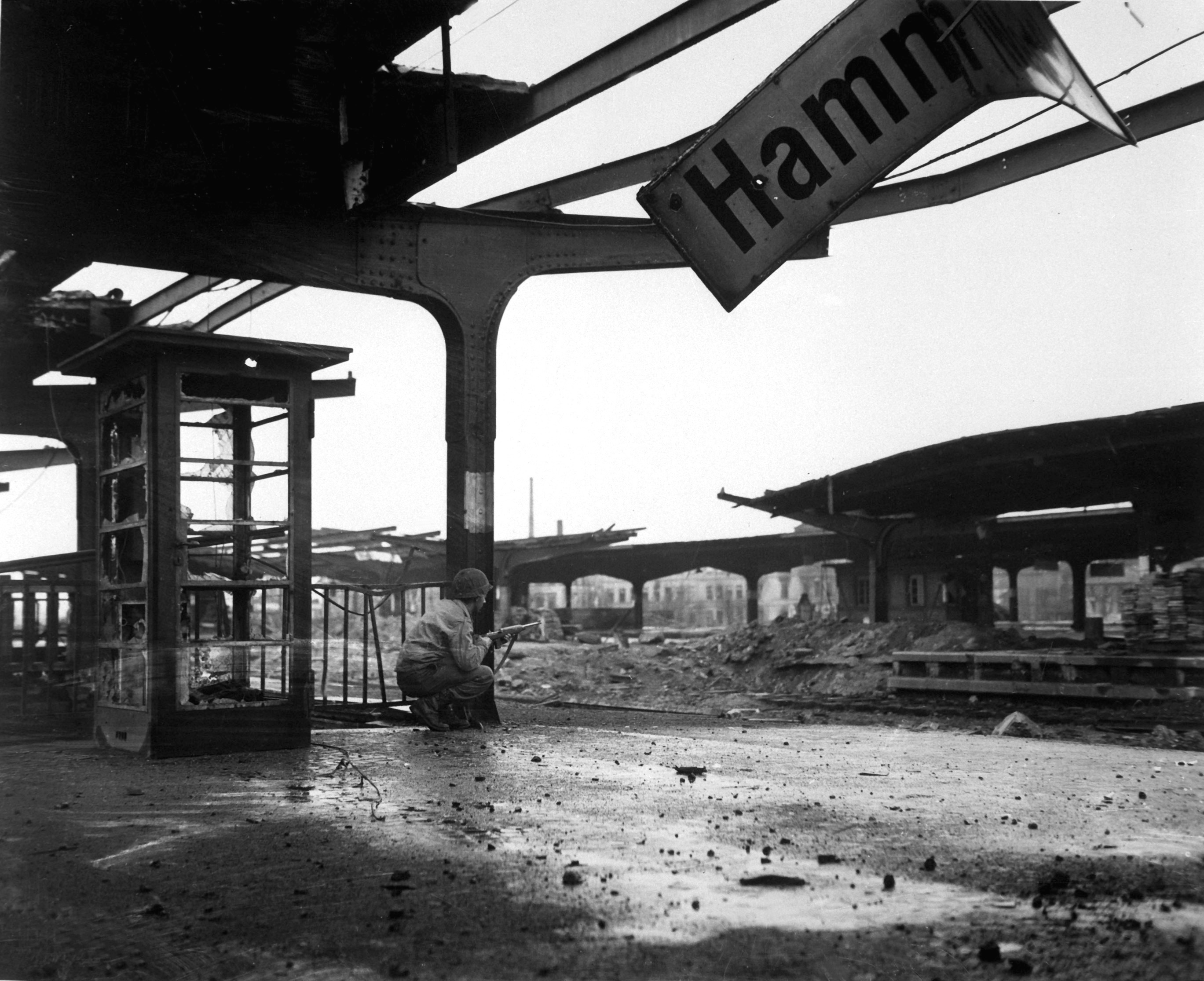
La gare, gravement endommagée, est prise par les soldats américains le 6 avril 1945.

La gare d'Hamm est inaugurée dès 1847 dans le cadre de la construction de la ligne principale de la Compagnie des chemins de fer de Cologne-Minden. Le premier train atteint la ville sur la Lippe le 15 mai en empruntant la ligne de Dortmund (de). Cinq mois plus tard, ils continuent pour la première fois sur la ligne en direction de Minden (de).
Dès le début, Hamm est conçue comme une gare de jonction. C'est ainsi qu'en mai 1848, la Compagnie du chemin de fer de Münster-Hammer ouvre la ligne vers Münster (de) et le 4 octobre 1850, la Compagnie des chemins de fer royaux de Westphalie ouvre la ligne vers Warburg (de) via Soest et Paderborn. Enfin, en 1866, la Compagnie des chemins de fer bergeois-marckois ouvre sa ligne d'Hagen (de) via Unna.
En raison de la forte augmentation du trafic ferroviaire, les capacités des voies ne suffissent bientôt plus. C'est pourquoi, à partir de 1911, des travaux de transformation à grande échelle sont entrepris, qui se sont achevés en 1929. Dans ce contexte, les voies sont surélevées et la gare, vieille de plus de 60 ans, est remplacée par le bâtiment actuel sous la forme d'une gare insulaire, achevée en 1920. Deux grands dépôts sont également construits dans le cadre de cette transformation : Hamm P pour la gare de voyageurs et Hamm G pour la gare de triage, ainsi qu'une gare de garage pour les trains de voyageurs et une gare de marchandises locale. Hamm devient donc une ville de cheminots. En raison de la grande importance des installations ferroviaires, en particulier de la gare de triage, celles-ci sont soumises à des attaques aériennes répétées pendant la Seconde Guerre mondiale et sont gravement endommagées. La ville d'Hamm est détruite à plus de 80 %. Le 18 juin 1945, les premiers trains de voyageurs circulent à nouveau entre Hamm, Dortmund et Duisbourg, et à partir du 20 juin, des trains de voyageurs circulent à nouveau vers Bielefeld, Münster et Soest. Le 10 mai 1957, la première ligne électrifiée vers Düsseldorf est mise en service. En décembre 1970, la ligne vers Paderborn, la dernière ligne partant d'Hamm, est électrifiée.
En 1984, Hamm devient une gare Intercity et au début des années 1990, l'ICE est venu s'y ajouter. À la suite du transfert du transport postal vers le transport routier, la gare postale située à la tête nord de la gare, qui est également dotée d'une montagne d'écoulement, est complètement désaffectée. Aujourd'hui, les voies d'accès sont enlevées, le terrain est vendu à des investisseurs privés et sert de garage pour véhicules à la ville d'Hamm. Au changement d'horaire de décembre 2019, Hamm reçoit la désignation de gare centrale. Depuis, le nom officiel est Hamm (Westf) Hbf, le centre d'exploitation continue à être appelé Hamm (Westf) Pbf.
La gare ne devient entièrement accessible qu'en 2020, lorsque le dernier ascenseur manquant est installé sur les quais des voies 12 et 13 dans le cadre de l'extension pour le Rhein-Ruhr-Express (de).

## Perspectives
Dans le troisième projet d'expertise du Deutschlandtakt, des mesures d'aménagement du nœud d'Hamm sont prévues pour un montant de 392 millions d'euros,.

## Bâtiment d'accueil
Le bâtiment de la réception dans sa forme actuelle ste inauguré le 14 octobre 1920. Il s'agit d'un exemple de bâtiment représentatif dans le style d'un historicisme citant des formes baroques tardives, conçu par l'architecte-conseil royal Karl Hüter (1867-1920). Pendant la Seconde Guerre mondiale, le toit et la voûte sont endommagés, mais ils sont très vite remis en état. En 1985, la gare est modernisée dans le style de l'époque, les parois frontales du hall étant recouvertes de panneaux métalliques et le centre de voyage étant intégré dans le hall de la gare sous la forme d'un hall vitré. En 1999, la gare est rénovée en profondeur dans le cadre de l'Exposition internationale de la construction du Parc de l'Emscher (IBA) et retrouve ainsi son état d'origine. C'est ainsi que le hall est recréé tel qu'on peut le voir aujourd'hui. En 2001, la gare reçoit le prix Europa Nostra pour cette réhabilitation authentique. Depuis 1990, le bâtiment d'accueil est classé monument historique.

## Importance actuelle
La gare est un carrefour important en Westphalie, à la limite orientale de la Ruhr, et fait partie de la deuxième catégorie de prix la plus élevée. C'est le point de départ des lignes d'indicateur 400, 410, 415.1 et 430, en direction de Bielefeld, Münster, Dortmund, Paderborn (de) et Hagen. La ligne Hamm-Osterfeld (de), sur le tronçon est duquel le trafic voyageurs est arrêté en 1983, est une importante ligne de transport de marchandises. Dans le trafic ferroviaire à longue distance, Hamm est l'arrêt systématique de plusieurs lignes Intercity-Express. Les trains composés de deux rames partielles ICE 2 ou, depuis 2020, ICE 4 en provenance de Berlin constituent une particularité. Ils sont bridés à Hamm et circulent séparément vers Düsseldorf via le bassin moyen de la Ruhr ou vers Cologne via Hagen et le pays de Berg. En outre, deux lignes Intercity circulent entre Cologne/Düsseldorf via la région de la Ruhr et l'Est de l'Allemagne, soit toutes les deux heures via Hanovre et Magdebourg vers Leipzig, soit toutes les six heures via la liaison avec le centre de l'Allemagne via Cassel et Erfurt vers Gera. Une autre ligne, composée de deux paires de trains, relie Münster à Francfort via Dortmund et Siegen.
En 2008, environ 22 500 personnes utilisent chaque jour la gare pour les transports ferroviaires régionaux, alors qu'en 1997, elles ne sont que 10 000. 350 trains environ desservent chaque jour Hamm pour les transports à longue distance et les transports locaux.
| Ligne    | Trajet de la ligne | Cycle              |
| -------- | --- | ------------------ |
| ICE 41   | Munich – Nuremberg – Wurtzbourg – Francfort-sur-le-Main – Cologne Messe/Deutz – Düsseldorf – Duisbourg – Essen – Bochum – Dortmund – Hamm                                           | einzelner Zug (Sa) |
| ICE 41   | Hamm – Dortmund – Essen – Duisbourg – Düsseldorf – Cologne Messe/Deutz Francfort-sur-le-Main – Wurtzbourg – Nuremberg – Munich                                                      | einzelner Zug (So) |
| ICE 41   | Munich – Nuremberg – Wurtzbourg – Fulda – Cassel-Wilhelmshöhe – Paderborn (de) – Hamm – Dortmund – Düsseldorf (– Cologne / Cologne Messe/Deutz – Wiesbaden – Francfort-sur-le-Main) | einzelner Zug      |
| ICE 43   | Hanovre – Bielefeld – Hamm – Dortmund – Hagen – Wuppertal – Solingen – Cologne – Siegburg/Bonn – Aéroport de Francfort-sur-le-Main – Mannheim – Karlsruhe – Fribourg – Bâle         | ein Zugpaar        |
| IC/EC 32 | Berlin – Hanovre – Bielefeld – Hamm – Dortmund – Essen – Duisbourg – Düsseldorf – Cologne – Coblence – Mannheim – Heidelberg – Stuttgart                                            | Fr/So              |
| IC 34    | Francfort-sur-le-Main – Wetzlar – Siegen (de) – Dortmund – Hamm – Münster | zwei Zugpaare      |
| IC 51    | Gera – Iéna – Weimar – Erfurt – Cassel – Paderborn (de) – Hamm – Dortmund – Essen – Duisbourg – Düsseldorf (– Cologne)                                                              | zwei Zugpaare      |
| IC 55    | Leipzig – Halle – Magdebourg – Brunswick – Hanovre – Bielefeld – Hamm – Dortmund – (Essen – Duisbourg – Düsseldorf –) ou (Hagen – Wuppertal – Solingen –) Cologne                   | 120 min            |